# Aleksi Bardy
Pour les articles homonymes, voir Bardy.
Aleksi Bardy (né le 29 septembre 1970 à Helsinki) est un scénariste et producteur de films finlandais,,.

## Biographie
Bardy a obtenu une maîtrise ès arts de l'École supérieure Aalto d'art, de design et d'architecture d'Helsinki en 2000.
Il a été rédacteur en chef de la revue Improbatur de l'Association finlandaise des lycéens (fi) (1987–1992) et de Libero de l'Association finlandaise de la jeunesse démocratique (fi) (SDNL) (1991–1995), et comme journaliste pour Ylioppilaslehti (fi) (1990–1991 ) et Yleisradio (1991–1994).
Aleksi Bardy est PDG de la société de production cinématographique Helsinki-filmi. 
Depuis 2013, il est professeur de production cinématographique et télévisuelle à l'Université Aalto.
Aleksi Bardy a été président de la Fédération finlandaise des producteurs de films (fi) (SEK ry) de 2012 à 2015.
Il est membre votant de l'Académie européenne du cinéma (AEC).
Aleksi Bardy a été candidat de l'Alliance de gauche aux élections législatives finlandaises de 1995.

## Filmographie
- Häjyt (1999)
- Levottomat (2000)
- Hymypoika (2003)
- Kukkia ja sidontaa (2004)
- Tyttö sinä olet tähti (2005)
- Saippuaprinssi (2006)
- Keisarin salaisuus (2006)
- Ganes (2007)
- Raja 1918 (2007)
- Käsky (2008)
- Kielletty hedelmä (2009)
- Napapiirin sankarit (2010)
- Rouva Presidentti (2012)
- Juoppohullun päiväkirja (2012)
- Leijonasydän (2013)
- He ovat paenneet (2014)
- Tuulensieppaajat (2014)
- Päin seinää (2014)
- Jättiläinen (2016)
- Tom Of Finland (2017)
- Veljeni vartija (2018)
- Koirat eivät käytä housuja (2019)
- Tove (2020)
- Teräsleidit (2020)
- Vuosisadan häät (2020)

## Séries télévisées
- Let’s Play Zeus (1994)
- Kotikatu (1995–1998)
- Laskettu aika (1996)
- Tähtitehdas (1998)
- Salatut elämät (1999)
- Itse valtiaat (2001–2002, 2008)
- Käenpesä (2006)

## Prix et récompenses
- Jussi du meilleur film, 2011, 2015, 2022